# Marcello Avenali
Marcello Avenali (ou Marcelo, né le 16 novembre 1912 à Rome où il est mort le 11 novembre 1981) est un artiste peintre italien  de figures, d'intérieurs et de natures mortes. Il est également aquarelliste, peintre de collages et de technique mixte.

## Biographie
Marcello Avenali n'a presque jamais peint en technique traditionnelle de peinture à l'huile, mais travaille par des procédés apparentés au collage, associés à des techniques graphiques et picturales mixées.
Il a surtout traité des thèmes intimistes, des femmes dans un intérieur, et des natures mortes. Bien que figuratif, son art laisse transparaître l'influence du cubisme dans sa composition et de l'abstraction dans sa forme,